# 1981年大韓民国大統領選挙
1981年大韓民国大統領選挙（1981ねんだいかんみんこくだいとうりょうせんきょ、韓国語: 1981년 대한민국 대통령 선거）は、第12代大韓民国大統領を選出するため、1981年2月25日に行われた選挙人団による間接選挙である。

## 概要
前年10月27日に公布・発行された第五共和国憲法に基づいて発足した第五共和国における大統領（第12代）を選出するため行なわれた選挙である。大統領選挙人団によって行われた選挙の結果、全斗煥候補が圧倒的支持を得て当選した。
大統領選挙の制度は第四共和国時代の統一主体国民会議による選挙から大統領選挙人団による選挙へと改められ、野党からの立候補も認められたが、全斗煥大統領が9割近い得票を獲得、事実上の信任投票となった。

## 基礎データ
1980年12月26日、国家保衛立法会議にて可決され、同月31日に公布・施行された大統領選挙法に基づいて行われた。
大統領選挙人選挙
- 被選挙権：30歳以上
- 選挙区数：1,905箇所
- 選挙区定数：2～5名
- 総定数：5,278名
- 候補登録要件：選挙権者100人以上150人以下（人口5,000名未満の選挙区では50人以上70人未満）の推薦
- 候補登録期間：1981年1月24日～1月29日
- 立候補者数：9,283名（うち288名が無投票当選）

| 党派       | 候補者数 | 比率(%) |
| ---------- | -------- | ------- |
| 民主正義党 | 4,928    | 53.1    |
| 民主韓国党 | 1,165    | 12.5    |
| 韓国国民党 | 137      | 1.5     |
| 民権党     | 101      | 1.1     |
| 民主社会党 | 1        |         |
| 無所属     | 2,951    | 31.8    |
|            | 9,283    |         |
出典：<표 4-2> 대통령선거인선거와 통일주체국민회의대의원선거 제도 비교、<표 4-5> 대통령선거인선거 후보자 소속 정당별 현황。（韓国）中央選挙管理委員会編『大韓民國選擧史　第4輯 (1980.1.1～1988.2.24) 』127、133頁

## 選挙結果

### 選挙人団選挙
憲法の規定にしたがってまず1981年2月11日に、5,278名の大統領選挙人団を選出するための選挙が、1,905選挙区の内無投票当選が決まった113選挙区を除く1,792選挙区で実施された。その結果、民正党推薦の選挙人が過半数の2,639名を上回る3,676名が当選し、この時点で全斗煥の当選が確定した。
| 選挙人数                 | 20,944,034名 |
| 投票対象となった選挙人数 | 19,967,287名 |
| 投票者数                 | 15,593,877名 |
| 投票率                   | 78.1％       |

出所："<표4-6>　투표실시 선거구 및 무투표선거구 현황"、"표4-7 대통령선거인선거 투표율 현황"。前掲書144～145頁。
| 党派       | 當選者数 | 比率(%) |
| ---------- | -------- | ------- |
| 民主正義党 | 3,676    | 69.5    |
| 民主韓国党 | 411      | 7.8     |
| 韓国国民党 | 48       | 0.9     |
| 民権党     | 19       | 0.4     |
| 無所属     | 1,123    | 21.4    |
| 合計       | 5,278    | 100.0   |

出所："<표4-8> 대통령선거인선거 당선인 소속 정당별　현황"、前掲書149頁。

### 本選挙
選挙人団選挙に続き、2月25日に大統領選挙人団による大統領選挙が行なわれ、圧倒的多数の票を得て全斗煥が第12代大統領に当選した。大統領選挙で当選したことを受け3月3日、全斗煥は任期7年（単任制）の第12代大統領に就任し、第五共和国の新政府を発足させた。
| 当落     | 候補者     | 党派       | 得票数 | 得票率 （%） |
| -------- | ---------- | ---------- | ------ | ------------ |
| 当選     | 全斗煥     | 民主正義党 | 4,755  | 90.2         |
|          | 柳致松     | 民主韓国党 | 404    | 7.7          |
| 金鍾哲   | 韓国国民党 | 85         | 1.6    |              |
| 金義澤   | 民権党     | 26         | 0.5    |              |
| 合計     | 合計       | 合計       | 5,270  | 100          |
| 選挙人数 | 選挙人数   | 選挙人数   | 5,277  |              |
| 投票者数 | 投票者数   | 投票者数   | 5,271  |              |

出所："<표4-10>제12대 대통령선거 후보자 등록사항" 前掲書154頁、"<표4-16>제12대 대통령선거 후보자별 득표상황" 前掲書180頁